# Is It Love
Is It Love är en låt av svenska sångerskan Loreen. Den släpptes den 13 oktober 2023 genom Universal Music Group och är uppföljningssingeln efter hennes andra seger i Eurovision Song Contest. Låten skrevs av Loreen själv tillsammans med Dag Lundberg, MTHR, Maia Wright och Rami Yacoub, som också producerade låten.